# Louis von Wildenbruch

Louis von Wildenbruch nach einem Gemälde von Franz Krüger, 1832

Anton Albert Heinrich Louis von Wildenbruch (* 28. März 1803 in Berlin; † 29. November 1874 ebenda) war ein preußischer Generalleutnant und Diplomat. Er gilt aufgrund seiner geographischen Feldstudien als Pionier der preußischen Palästinaforschung.

## Leben

### Herkunft
Louis war der illegitime Sohn des Prinzen Louis Ferdinand von Preußen aus einer Beziehung mit der Kaufmannstochter Henriette Fromme. Er wurde, wie seine Schwester Blanka, am 3. März 1810 durch König Friedrich Wilhelm III. in den preußischen Adelsstand erhoben. Der Name Wildenbruch bezieht sich dabei auf das hohenzollernsche Schloss und Hofkammergut Wildenbruch in Pommern. Louis von Wildenbruch wuchs als Pflegesohn seiner Tante Luise von Preußen und ihres Ehemanns Fürst Anton Radziwiłł auf.

### Karriere
Nach kurzer Kadettenzeit in Berlin, wurde er am 28. Juli 1821 als Sekondeleutnant dem Garde-Kürassier-Regiment der Preußischen Armee überwiesen. Ihm gehörte Wildenbruch bis Mai 1842 an, ab dem Jahr 1840 als Rittmeister und Eskadronchef.
1829 trat er in den diplomatischen Dienst Preußens ein und wurde zum Generalkonsul in Syrien mit Sitz in Beirut ernannt. 1830 trat er von hier aus eine Reise allein zu Pferd durch Syrien und Kleinasien an. 1836 kehrte er zu seinem Regiment nach Berlin zurück. Im August 1842 reiste er in gleicher Funktion erneut nach Beirut. Auf seinen zahlreichen diplomatischen Missionsreisen zu europäischen Gesandten und arabischen Stammesfürsten betrieb er wissenschaftliche Feldstudien und sandte deren Ergebnisse als geographische und klimatische Berichte an die Berliner Geographische Gesellschaft und an die Royal Geographical Society.
1848 kehrte der drei Jahre zuvor zum Major beförderte Wildenbruch mit seiner Familie nach Berlin zurück. Im Auftrag des preußischen Königs wurde er als diplomatischer Unterhändler nach Dänemark entsandt, um die Nichtannexion der Herzogtümer Schleswig und Holstein auszuhandeln. Der Erste Schleswig-Holsteinische Krieg beendete seine Mission.
Anfang 1850 wurde er zum preußischen Gesandtschaftsträger in Bern ernannt, um ab August wieder als Diplomat in das Osmanische Reich zurückzukehren, dessen Sprache er perfekt beherrschte. Zunächst hatte er den preußischen Gesandtschaftsposten in Athen inne, um im Februar 1852 als Gesandter im Range eines bevollmächtigten Ministers an die Hohe Pforte nach Konstantinopel zu wechseln. Dort lebte mit seiner Familie in einem Landhaus in Arnavutköy am Ufer des Bosporus.
Am 13. Juli 1854 erhielt Wildenbruch den militärischen Rang eines Obersts. Am 14. Juni 1856 nahm er als Generalmajor mit Pension seinen Abschied. Nach dem Tod seiner ersten Frau kehrte er endgültig nach Berlin zurück. 1860 reiste er im Auftrag des preußischen Königs noch einmal in halboffizieller Mission nach Turin.
Aufgrund seiner diplomatischen Verdienste wurde Wildenbruch nach Gründung des Deutschen Kaiserreiches durch Wilhelm I. am 24. Dezember 1872 der Charakter eines Generalleutnants verliehen.
Nach seinem Tod wurde er nach Klein-Oels überführt und dort am 2. Dezember 1874 im Schlosspark der Grafen Yorck von Wartenburg beigesetzt.

### Wissenschaftliche Tätigkeit
Von Beginn an nutze Wildenbruch seine Aufenthalte in Kleinasien zur Erforschung des bis dahin weitgehend unbekannten Gebietes. Seine Berichte über geographische, topographische, klimatische, geschichtliche, volkskundliche und kunsthistorische Gegebenheiten übersandte er erstmals 1844 der Gesellschaft für Erdkunde in Berlin, namentlich an seinen ehemaligen Lehrer an der Berliner Kadettenanstalt, Carl Ritter, der sie regelmäßig in den Monatsberichten der Gesellschaft für Erdkunde veröffentlichte und Wildenbruchs Forschungsergebnisse auch in sein vielbändiges Standardwerk zur allgemeinen und vergleichenden Erdkunde einfließen ließ.
Seine Feldarbeit zeichnete sich durch pedantisch durchgeführte, genaue und regelmäßig vorgenommene Vermessungen, das Sammeln von Daten und deren Konzentration sowie durch Analysen und Berichte darüber aus. Seine barometrischen Messungen waren von besonderer Genauigkeit, da sie mit den parallel ausgeführten Messungen eines zweiten, auf Höhe des Mittelmeerspiegels ausgerichteten Barometers verglichen wurden.
Ab 1846 dehnte er seine wissenschaftliche Tätigkeit aus. Er sammelte Beobachtungen anderer Personen im Gebiet von Kleinasien und ergänzte sie mit eigenen Beobachtungen, so beispielsweise Wilhelm Mahlmanns klimatologische Forschungen in unterschiedlichen Gebieten des Libanon oder die von dem französischen Arzt Gaillardot erstellte und mit eigenen hypsometrischen Messungen ergänzte Karte der damals kaum erforschten Ledja-Region südöstlich von Damaskus, die Gaillardot gezeichnet hatte, als er die Truppen des Ibrahim Pascha während eines Feldzuges gegen die Drusen begleitete.
Im selben und darauffolgenden Jahr veröffentlichte Wildenbruch zwei Artikel über Höhenprofile in Palästina, die dank seiner Messungen angelegt werden konnten. Dabei entdeckte er eine starke Absenkung des Jordan südlich der sogenannten Jakobsbrücke, die er als fortlaufenden Wasserfall beschrieb.
Durch seinen Kontakt zu dem in London lebenden August Petermann konnte er seine Forschungsergebnisse über den Verlauf des Jordan nebst einer Beschreibung der Region und der Ansiedlungen entlang des Flusses im Journal der Geographischen Gesellschaft London veröffentlichen.
Als wichtigste Publikation Wildenbruchs gilt sein Aufsatz über das Kanalprojekt zwischen dem Mittelmeer und dem Roten Meer, der 1849 in den Monatsberichten der Gesellschaft für Erdkunde Berlin veröffentlicht wurde. Darin liefert er einen Überblick zur Ideengeschichte des Kanalprojektes, bei dem er auch politische, geopolitische und wirtschaftliche Schwierigkeiten sowie das Problem ihrer Verwirklichung nicht ausklammerte.
1860 veröffentlichte Wildenbruch unter dem Pseudonym El Hadji seinen letzten Beitrag über den Libanon als Fortsetzungsserie einer Tageszeitung. Darin versuchte er, den deutschen Leser über die Hintergründe der blutigen Unruhen in dieser Region aufzuklären und stellte dabei ausführlich die Geschichte des Landes und die dort ansässigen Völker sowie die Verstrickungen der Großmächte in die territorialen Konflikte dar.

### Familie
Wildenbruch verheiratete sich am 9. August 1837 auf Schloss Kochberg mit Ernestine von Langen, die er im Haus seiner Pflegeeltern kennengelernt hatte. Sie war die Tochter des preußischen Generalmajors Karl Ferdinand von Langen. Aus der Ehe gingen folgende Kinder hervor:
- Luise Rahel (1838–1918) ⚭ Paul Graf Yorck von Wartenburg
- Margarete (*/† 1839)
- Berta (1841–1843)
- Emin (1842–1893), preußischer Oberst à la suite des Generalstabs
- Ernst (1845–1909), Schriftsteller und Diplomat
- Ludwig (1846–1930), preußischer Generalleutnant

Nach dem Tod seiner ersten Ehefrau verehelichte er sich am 26. April 1860 in Berlin mit Flora, geschiedene Cabrun, geborene Nicolovius (1811–1879), Tochter von Georg Heinrich Ludwig Nicolovius und dessen Frau, Anna Maria Luise Schlosser, einer Nichte Goethes. Damit wurde er Stiefvater von Cäcilie von Brockdorff, geb. Cabrun.

## Mitgliedschaften
- Ehrenritter des Johanniterordens
- Gesellschaft für Erdkunde Berlin

## Orden und Ehrenzeichen
- Russischer Orden der Heiligen Anna II. Klasse
- Sankt-Stanislaus-Orden mit Eichenlaub und Brillanten
- Preußisches Dienstauszeichnungskreuz
- Großkreuz des Schwertordens
- Nişan-i İftihar
- Mecidiye-Orden I. Klasse

## Veröffentlichungen (Auswahl)
- Carte approximatire du Ledja et des Contrées environnantes, dessée pendant la Campagne (1838) d'Ibrahim Pacha contre les Druses par C. Gaillardot, Dr. medic. Handzeichnungen nebst Begleitschreiben datiert: Beirut 16. Aug. 1845. In: Monatsberichte über die Verhandlungen der Gesellschaft für Erdkunde Berlin im Jahre 1846. III. Bd. N.F., Simon Schropp und Comp. Berlin 1846.
- Ueber die Schwierigkeiten, welche sich der Ausführung einer Canalverbindung zwischen den Mittelländischen und dem Rothen Meere entgegenstellen dürften. In: Monatsberichte über die Verhandlungen der Gesellschaft für Erdkunde Berlin im Jahre 1848–1849. VI. Bd. N.F., Simon Schropp und Comp. Berlin 1850.
- Notes on the Physical Geography of Palestine. Extracted from the letters of Colonel von Wildenbruch, late Prussian Consul-General in Syria. In: Journal of the Royal Geographic Society of London. Vol. XX, p. 230, London 1851.
- Ein Blick in den Libanon. In: Neue Preußische Zeitung. (1860), 1. Teil: Ausgabe vom 20. Juli 1860; gedruckt: Verlag F. Heinicke, Berlin 1860.